# Chamaesphecia chalciformis
Chamaesphecia chalciformis là một loài bướm đêm trong họ Sesiidae. Loài này được tìm thấy ở Ý, Áo, Slovakia, Bán đảo Balkan, Ukraine, Nga, Thổ Nhĩ Kỳ, Trung Đông và phía bắc Iran.
Ấu trùng của loài này ăn Origanum vulgare.